# Ray Wilkins
Raymond Colin "Ray" Wilkins (Hillingdon, Middlesex; 14 de septiembre de 1956-Tooting, Wandsworth, Londres, 4 de abril de 2018) fue un futbolista británico que se desempeñaba como centrocampista. Después ejerció como entrenador y comentarista de televisión ocasional. También fue asistente del entrenador del Chelsea Football Club.

## Trayectoria deportiva como jugador
Fue un centrocampista clave de la Selección inglesa durante los años ochenta y obtuvo un importante éxito y reconocimiento en grandes clubes como: Chelsea, Manchester United, Milán, Queens Park Rangers y Rangers. Jugó en los mundiales de España 1982 y México 1986. Estaba considerado como el décimo jugador con mayor número de partidos como internacional, con un total de 84.

### Chelsea
Wilkins, llamado Butch desde su niñez, se hizo un nombre en la década de setenta con el club de su infancia, el Chelsea, al que llegó como aprendiz, y con el que debutó en el primer equipo frente al Norwich City en octubre de 1973. Sus hermanos Graham y Stephen también llegaron al Chelsea en esta época, aunque no alcanzaron la misma altura en el juego como él.
Wilkins hizo esporádicas apariciones más durante el resto de la temporada antes de establecerse como suplente.
En 1975, tras el descenso del club y la marcha de muchos jugadores titulares, Wilkins fue nombrado, cuando contaba con apenas dieciocho años de edad, capitán del Chelsea por el nuevo director Eddie McCreadie. En esa época, emergió como un jugador clave del equipo, liderando un conjunto de jóvenes jugadores, durante las temporadas 1976/77, y 1977/78 en las que consolidó al Chelsea en la Premier.

### Manchester United
La primera temporada de Ray Wilkins con el Manchester United fue sin incidentes. Tardó tres años en conseguir su primer gol, en 1983, para poner al Manchester United 2-1 en contra de Brighton & Hove Albion FC. Tras un fallido ataque del Brighton, el balón llegó al centrocampista Arnold Muhren. Wilkins corrió a la derecha para darle a Muhren una salida, y se vio obligado a controlar al holandés. La superficie resbaladiza del estadio de Wembley provocó un defectuoso rebote de Wilkins, que finalmente atrapó el balón en el lado derecho del área y por instinto recortó al interior en busca de un pase a través del área pequeña. Aunque su rival le había igualado en la carrera, Wilkins lanzó con su pierna izquierda un disparo de gran precisión, que se coló por la esquina superior de la red de Brighton. Tras meter el gol, corrió a la parte posterior del estadio para celebrar el tanto con los hinchas del United, algo de lo que se arrepintió, ya que se quedó agotado para el resto del partido que terminó con empate a dos, tras la prórroga.

### Milán
En el verano de 1983, tras ganar la FA Cup, el United aceptó una oferta de un millón y medio de libras del Milán. Wilkins y su familia se establecieron en Italia. Pese a que el Milan llegó a la final de la Copa de Italia en 1985, no fue una época de éxito para el club italiano.

### Paris Saint Germain
Wilkins dejó el A.C. Milan en 1987 para unirse al Paris Saint-Germain, su estancia en el club galo duraría 4 meses.

### Rangers
Al salir de París, Wilkins se unió al Rangers por doscientas cincuenta mil libras. Con el equipo escocés ganó dos títulos de la Liga, y una Copa de la Liga. Wilkins marcó un gol memorable en un derbi de Old Firm contra el Celtic. Disfrutó mucho de su estancia en el Rangers, y gozó de enorme popularidad y cariño por parte de la hinchada, hasta el punto de que, cuando Wilkins se despidió del equipo, lo hizo entre lágrimas.

### Queens Park Rangers
Desde Escocia, viajó a Londres, donde jugó en el Queens Park Rangers, después de que su familia decidiera que, diez años fuera de casa había sido demasiado tiempo.
Wilkins pasó cuatro años con este equipo. En la década de noventa, hubo especulaciones en la prensa sobre la posibilidad de que se reuniese con el Manchester United, pero esto nunca ocurrió. Permaneció en Loftus Road hasta el verano de 1994.

### Crystal Palace
En 1994, Wilkins aceptó una oferta para convertirse en jugador-entrenador de un club de Londres, el Crystal Palace, que había sido promovido a la Premier League bajo el administrador Alan Smith. Sin embargo, Ray se rompió su pie izquierdo en su debut, y no volvió a jugar ningún partido más. Durante la recuperación de su lesión, aceptó una oferta del Queens Park Rangers para convertirse en su nuevo jugador-entrenador después de que Gerry Francis dejara el club en noviembre de 1994.

### Queens Park Rangers de nuevo
Sus apariciones durante su etapa como jugador-entrenador de Queens Park Rangers fueron menos frecuentes. En su primera temporada el equipo terminó octavo en la Premier y llegó a los cuartos de final de la FA Cup. Pero el máximo goleador de la liga Les Ferdinand fue vendido al Newcastle United en la pretemporada de 1995, y Wilkins no logró encontrar un sucesor adecuado. La escasez de goles le costó al Queens Park Rangers su sitio en la Premier League, donde pasaron desde el segundo lugar al penúltimo al finalizar la temporada 1995-96
Wilkins dejó al Queens Park Rangers a la comienzo de la temporada 1996-97, cuando el club fue comprado por el magnate Chris Wright tras el descenso de la Premier League.

## Trayectoria deportiva como Director Técnico

### Fulham; Chelsea; Watford; Millwall
En 1997, Wilkins se convirtió en los director técnico del Fulham, con su excompañero de Selección Kevin Keegan como subordinado suyo, como "Director de Operaciones". Pese a que Wilkins logró equilibrar los gastos del equipo en la Segunda División, fue despedido por el presidente Mohamed Al-Fayed después de que el Fulham perdiera los últimos tres partidos de la temporada. Kevin Keegan, reemplazó a Wilkins, pero fracasó en su intento de guiar a los laterales a través de los playoffs de la temporada. Desde entonces, ambos compañeros de equipo con la selección de Inglaterra, han enfriado sus relaciones.
Después de salir de Fulham, Wilkins trabajó como entrenador del Chelsea y del Watford bajo la presidencia de Gianluca Vialli. En ambas ocasiones fue despedido junto con Vialli (en septiembre de 2000 y julio de 2002 respectivamente). En octubre de 2003 trabajando principalmente como un experto antes de unirse al Millwall como administrador asistente de Dennis Wise. Wilkins dejó el club junto a Wise en mayo de 2005, pero regresó en una función de consultoría desde marzo hasta octubre de 2006.

### Inglaterra Sub-21
Wilkins fue el entrenador asistente de Peter Taylor con la selección nacional de Inglaterra Sub-21 hasta que Peter lo dejó a principios de 2007. Wilkins no fue aceptado por el nuevo director técnico Stuart Pearce.

### Chelsea, de nuevo
En septiembre de 2008, Ray Wilkins fue nombrado ayudante del entrenador del primer equipo Luiz Felipe Scolari en el Chelsea, tras la salida de Steve Clarke del West Ham United.

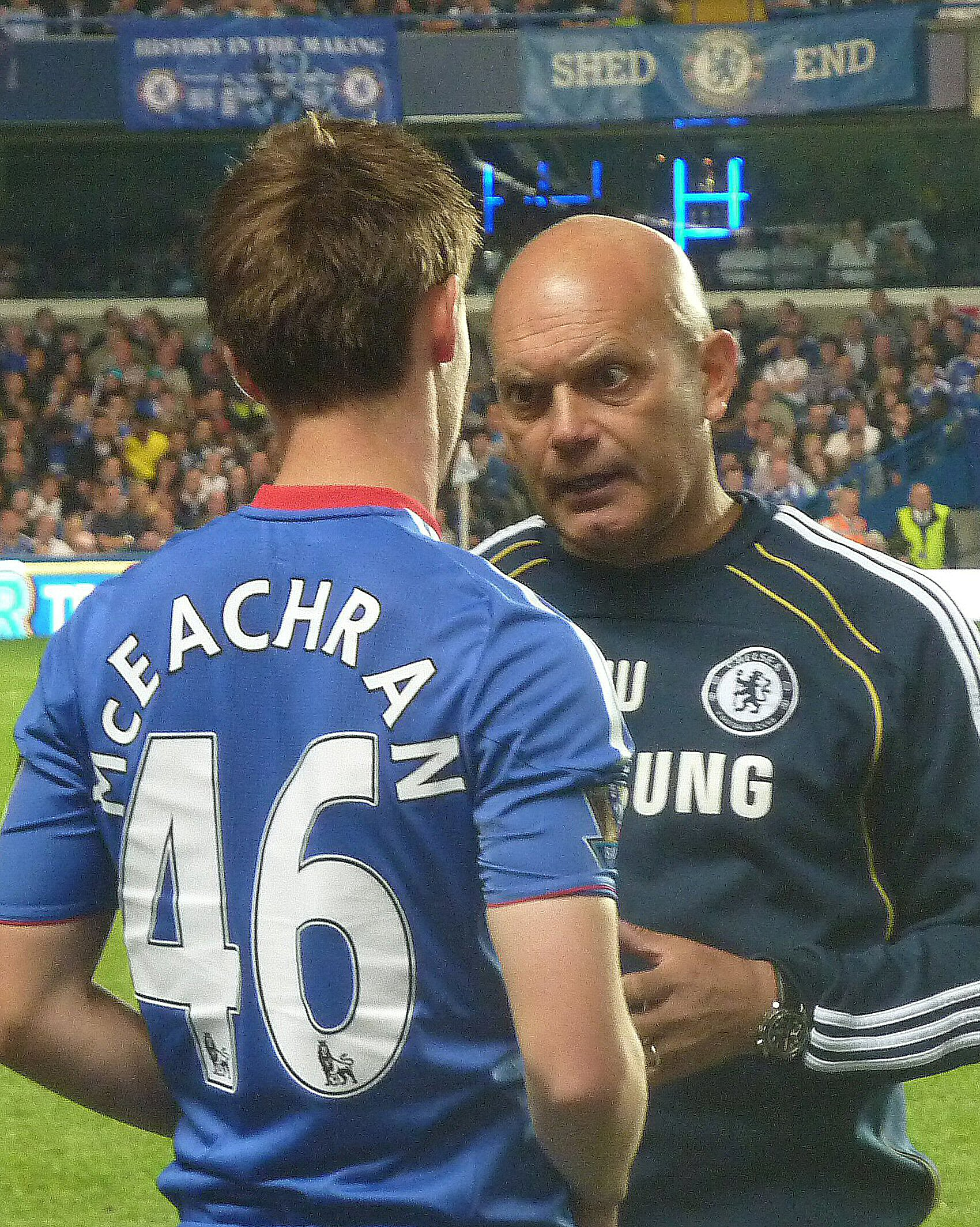
Ray Wilkins hablando con la actual promesa del Chelsea, Josh McEachran.

El 11 de noviembre de 2010, se anunció que el contrato de Wilkins con el Chelsea "no sería renovado" y que iba a dejar el club "con efecto inmediato".
El entrenador del Chelsea, que a su vez iba a ser despedido al final de la temporada 2010/2011, Carlo Ancelotti, escribió acerca de Wilkins, en su libro autobiográfico Los Juegos de Belleza: "Ray es uno de esos pocos elegidos, siempre presente, noble de espíritu, una verdadera sangre azul, el Chelsea fluye en sus venas... sin él no hubiéramos ganado nada."

## Comentarista deportivo
Wilkins se presentó como comentarista de Sky Sports, para seguir la cobertura de la Liga de Campeones. Desde la salida de Andy Gray de la emisora en enero de 2011, también ha fue dado el papel de co-comentarista en un número de alto perfil de la Premier League y en la Liga de Campeones.

## Vida personal y muerte

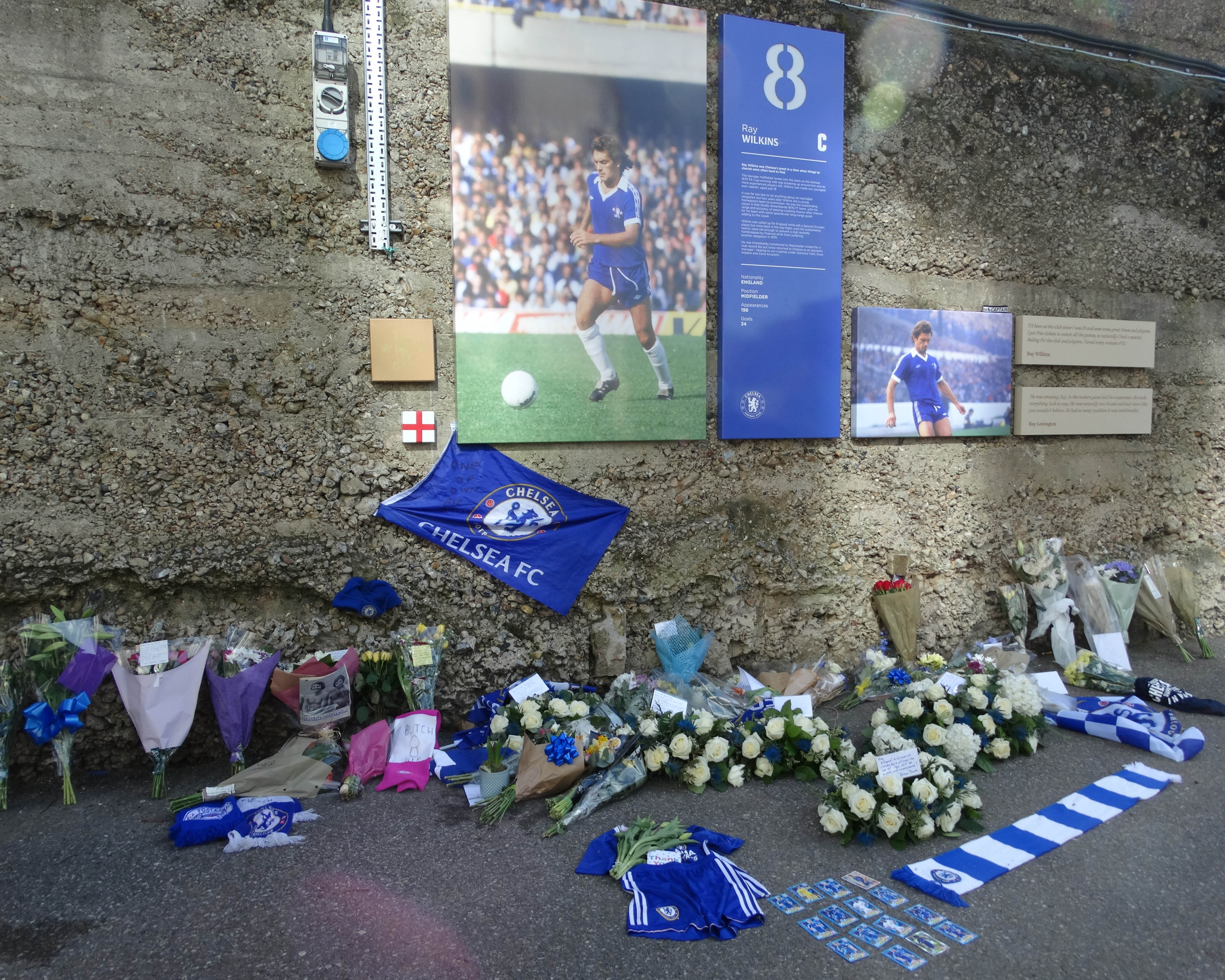
RIP Ray Wilkins - Flores y homenajes en el Shed Wall en Stamford Bridge 5.4.18

Fue hijo del futbolista profesional George Wilkins, tuvo dos hermanas y tres hermanos que también fueron futbolistas: Graham Wilkins (nacido el 28 de junio de 1955), ex profesional, quién jugó en la Liga como defensa para el Chelsea, Brentford y Southend United. Exjugador y mánager de Brighton & Hove Albion. Dean Wilkins y Stephen Wilkins quienes firmaron con el Chelsea y más tarde aparecieron para Brentford, jugando posteriormente con nueve equipos de la Liga, incluyendo Dagenham and Hayes. A través de su vida Wilkins fue conocido por su nombre de la infancia "Butch".
Wilkins se casó con Jackie (de soltera Bygraves). La pareja tuvieron un hijo y una hija.
Participó para the charity Cardíac Risk in the Young (patrón de caridad para el riesgo cardíaco en los jóvenes). En 1993 se hizo miembro.
En marzo de 2013, fue detenido por manejar y encontrar niveles de alcohol a 4 veces del límite permitido. En febrero de 2014 informó que tenía colitis ulcerativa. En julio de 2016, Wilkins tuvo 4 años de prohibición para manejar por hacerlo en estado de ebriedad. En agosto de 2016, aceptó que era alcohólico. 
El 30 de marzo de 2018, Wilkins tuvo un paro cardíaco realizando inducción al estado de coma en St George's Hospital en Tooting. Murió a los 61 años el 4 de abril de 2018.
Horas después de su muerte, cuando jugaban el Milan con el Internazionales en el Derby della Madonnina en el estadio San Siro, su excapitán Franco Baresi colocó un ramo de flores en la camisa de Wilkins colocada a un lado del campo. Una sección de los fanáticos del Milán sostuvieron una pancarta en la cual se leía" "Ciao Ray: Leggenda Rossonera" ("Goodbye Ray: Legend of the Red and Blacks"); Adiós Ray, leyenda de los rojos y negros. Fue enterrado en el Randalls Park Cemetery and Crematorium en Leatherhead, Mole Valley, Surrey.

## Estadísticas

### Mánager
| Club    | País                  | De                       | A                        | Récord | Récord | Récord | Récord | Récord | Récord |
| Club    | País                  | De                       | A                        | G      | W      | D      | L      | Win %  |        |
| ------- | --------------------- | ------------------------ | ------------------------ | ------ | ------ | ------ | ------ | ------ | ------ |
| QPR     | Bandera de Inglaterra | 15 de noviembre de 1994  | 4 de septiembre de 1996  | 80     | 31     | 13     | 36     | 38.75  |        |
| Fulham  | Bandera de Inglaterra | 25 de septiembre de 1997 | 7 de mayo de 1998        | 44     | 21     | 8      | 15     | 47.73  |        |
| Chelsea | Bandera de Inglaterra | 13 de septiembre de 2000 | 17 de septiembre de 2000 | 1      | 1      | 0      | 0      | 100.00 |        |
| Chelsea | Bandera de Inglaterra | 9 de febrero de 2009     | 15 de febrero de 2009    | 1      | 1      | 0      | 0      | 100.00 |        |
| Total   | Total                 | Total                    | Total                    | 126    | 54     | 21     | 51     | 42.86  |        |

## Clubes

### Como jugador
| Club                | País       | Año       |
| ------------------- | ---------- | --------- |
| Chelsea             | Inglaterra | 1973-1979 |
| Manchester United   | Inglaterra | 1979-1984 |
| A.C. Milan          | Italia     | 1984-1987 |
| Paris Saint Germain | Francia    | 1987      |
| Rangers             | Escocia    | 1987-1989 |
| Queens Park Rangers | Inglaterra | 1989-1994 |
| Crystal Palace      | Inglaterra | 1994      |
| Queens Park Rangers | Inglaterra | 1994-1996 |
| Wycombe Wanderers   | Inglaterra | 1996      |
| Hibernian           | Inglaterra | 1996-1997 |
| Millwall            | Inglaterra | 1997      |
| Leyton Orient       | Inglaterra | 1997      |

### Como entrenador
| Club                   | País       | Año       |
| ---------------------- | ---------- | --------- |
| Queens Park Rangers    | Inglaterra | 1994-1996 |
| Fulham                 | Inglaterra | 1987-1990 |
| Chelsea (asistente)    | Inglaterra | 1998-2000 |
| Watford (asistente)    | Inglaterra | 2001-2002 |
| Millwall (asistente)   | Inglaterra | 2003-2006 |
| Chelsea                | Inglaterra | 2009      |
| Chelsea (asistente)    | Inglaterra | 2009-2010 |
| Fulham (asistente)     | Inglaterra | 2013-2014 |
| Selección de Jordania  | Jordania   | 2014-2015 |
| Aston Vila (asistente) | Inglaterra | 2015      |

## Títulos

### Como jugador

#### Campeonatos nacionales
| Título                     | Club              | País       | Año  |
| -------------------------- | ----------------- | ---------- | ---- |
| FA Cup                     | Manchester United | Inglaterra | 1983 |
| Community Shield           | Manchester United | Inglaterra | 1983 |
| Premier League Escocesa    | Rangers FC        | Escocia    | 1989 |
| Copa de la Liga de Escocia | Rangers FC        | Escocia    | 1988 |

#### Campeonatos internacionales
| Título                    | Club       | Sede       | Año  |
| ------------------------- | ---------- | ---------- | ---- |
| Copa Rous                 | Inglaterra | Inglaterra | 1986 |
| British Home Championship | Inglaterra | Inglaterra | 1978 |
| British Home Championship | Inglaterra | Inglaterra | 1982 |
| British Home Championship | Inglaterra | Inglaterra | 1983 |

## Vida personal
Era hijo del futbolista profesional George Wilkins y el hermano del exgerente de Brighton & Hove Albion y jugador Dean Wilkins. 
Falleció cuatro días después de haber sufrido un infarto cardíaco.